# Cipriano Francisco Gaedechens

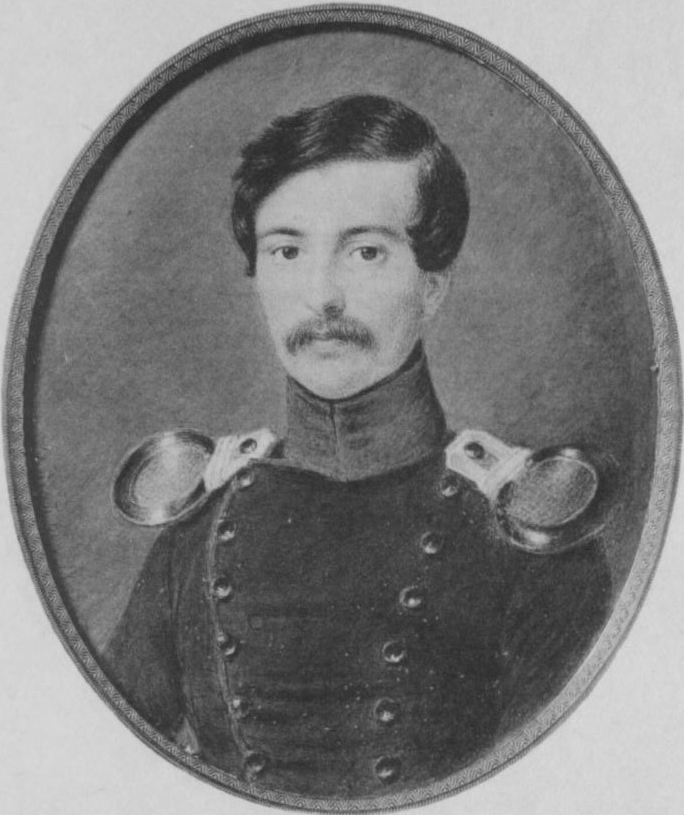
Schwarz-Weiß-Abbildung des Porträts Cipriano Francisco Gaedechens von Leo Lehmann, Miniatur

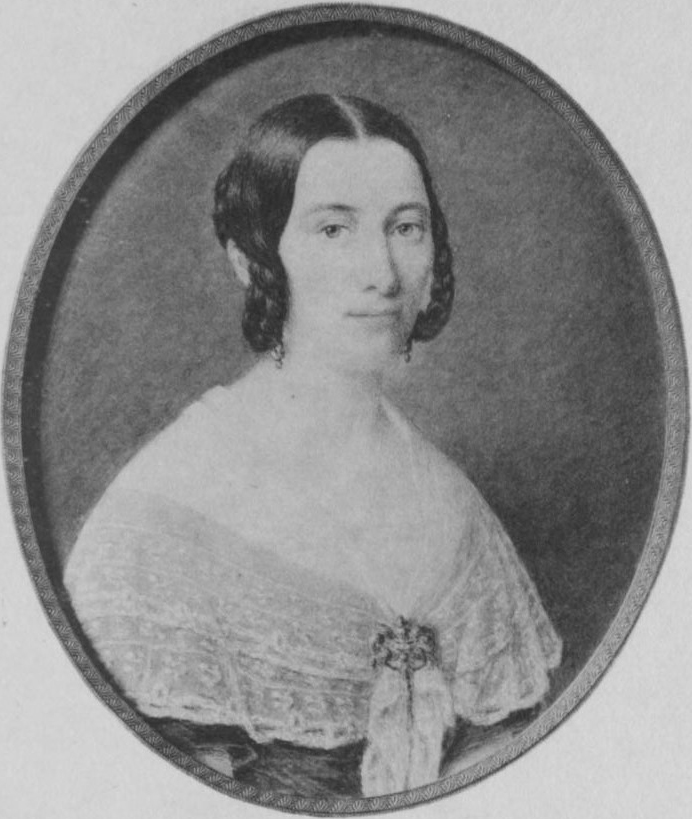
Schwarz-Weiß-Abbildung des Porträts Luise Gaedechens von Leo Lehmann, Miniatur

Cipriano Francisco Gaedechens (* 1. April 1818 in Hamburg; † 22. Januar 1901 ebenda) war ein deutscher Offizier, Politiker und Lokalhistoriker in Hamburg.

## Leben
Gaedchens war ein Sohn des Kaufmanns Otto Christian Gaedechens und einer spanischen Adligen. Nach einer vierjährigen Ausbildung an der Hanseatischen Militärschule in Oldenburg diente er von 1840 bis 1850 als Offizier im Hamburgischen Contingent des Bundesheeres, zuletzt im Range eines Hauptmanns. Im Rahmen seiner militärischen Aufgaben war er wiederholt mit kartografischen Arbeiten betraut, so auch bei der Vermessung des Brandgebietes nach dem Hamburger Brand von 1842.
Nach seinem Ausscheiden aus dem Militär lebte Gaedechens, dessen Ehefrau Luise, eine Tochter des Senatssyndicus Jakob Albrecht von Sienen, ein beträchtliches Vermögen in die Ehe eingebracht hatte, als Privatgelehrter in Hamburg und nahm dort zahlreiche politische Ehrenämter wahr: So gehörte er als Adjunkt an der Michaeliskirche ab 1850 zunächst der „erbgesessenen“ Bürgerschaft an und wechselte 1859 in die neue (gewählte) Hamburgischen Bürgerschaft, der er mit kurzen Unterbrechungen bis 1892 angehörte. Er war unter anderem Vorsteher des Zucht- und Spinnhauses, Provisor des Waisenhauses und Mitglied mehrerer Deputationen (Baudeputation, Finanzdeputation). Als Provisor des Krankenhauskollegiums wirkte er an der Planung der „Irrenanstalt Friedrichsberg“ (eröffnet 1864) mit, als Vorsteher des St. Johannisklosters war er an der Gründung der bis heute bestehenden Klosterschule (1872) beteiligt. Ab 1874 war er als Gemeindeältester von St. Michaelis zugleich Mitglied des Oberaltenkollegiums, dem die Verwaltung des Heiliggeisthospitals, des Maria-Magdalenen-Klosters und des Oberaltenstifts oblag.
Parallel zu seinen jeweiligen Aufgaben forschte und publizierte Gaedechens zur Geschichte des Hamburger Militärwesens sowie zur Entwicklung verschiedener Wohlfahrtseinrichtungen und Stiftungen. Sein 1880 erschienenes Hauptwerk, die Historische Topographie der Freien und Hansestadt Hamburg, gilt bis heute als wertvolles Nachschlagewerk zur Stadtgeschichte. Bereits 1840 war er dem von seinem Vater und Johann Martin Lappenberg gegründeten Verein für Hamburgische Geschichte beigetreten und war dort ab 1842 Sekretär der topografisch-statistischen Sektion, später zweiter Vorsteher (1879–1887) und ab 1889 Ehrenmitglied des Vereins. Zwischen 1857 und 1875 vertrat er den Verein in der Kommission für die Sammlung Hamburgischer Altertümer, aus der später das Museum für Hamburgische Geschichte hervorging.
In Würdigung seiner Verdienste wurde 1902 der Gaedechensweg in Hamburg-Eppendorf nach ihm benannt.

## Schriften
- Das hamburgische Militär bis zum Jahre 1811. In: Zeitschrift des Vereins für Hamburgische Geschichte. Bd. 8 = Neue Folge Bd. 5, 1889, S. 421–600.
- Die hanseatische Legion. In: Zeitschrift des Vereins für Hamburgische Geschichte. Bd. 8 = Neue Folge Bd. 5, 1889, S. 601–640, (auch zusammen als Sonderdruck erschienen).
- Historische Topographie der Freien und Hansestadt Hamburg und ihrer nächsten Umgebung von der Entstehung bis auf die Gegenwart. Mauke, Hamburg 1880, (Digitalisat).
- Hamburgische Münzen und Medaillen. Abtheilung 3: Ergänzungen und Fortsetzung. Meissner, Hamburg 1876, (Fortsetzung der beiden Bände, die Otto Christian Gaedechens veröffentlicht hatte. Digitalisat).
- Hamburgs Bürgerbewaffnung. Ein geschichtlicher Rückblick. Mauke, Hamburg 1872, (Digitalisat).
- Geschichte des Hamburger Rathhauses. Meißner, Hamburg 1867, (Nach den Vorarbeiten von Johann Martin Lappenberg. Digitalisat).
- Der freien und Hansestadt Hamburg Wappen, Siegel, Flagge und Cocarde. Nolte & Köhler, Hamburg 1855, (Digitalisat).

## Karten aus der Historischen Topografie

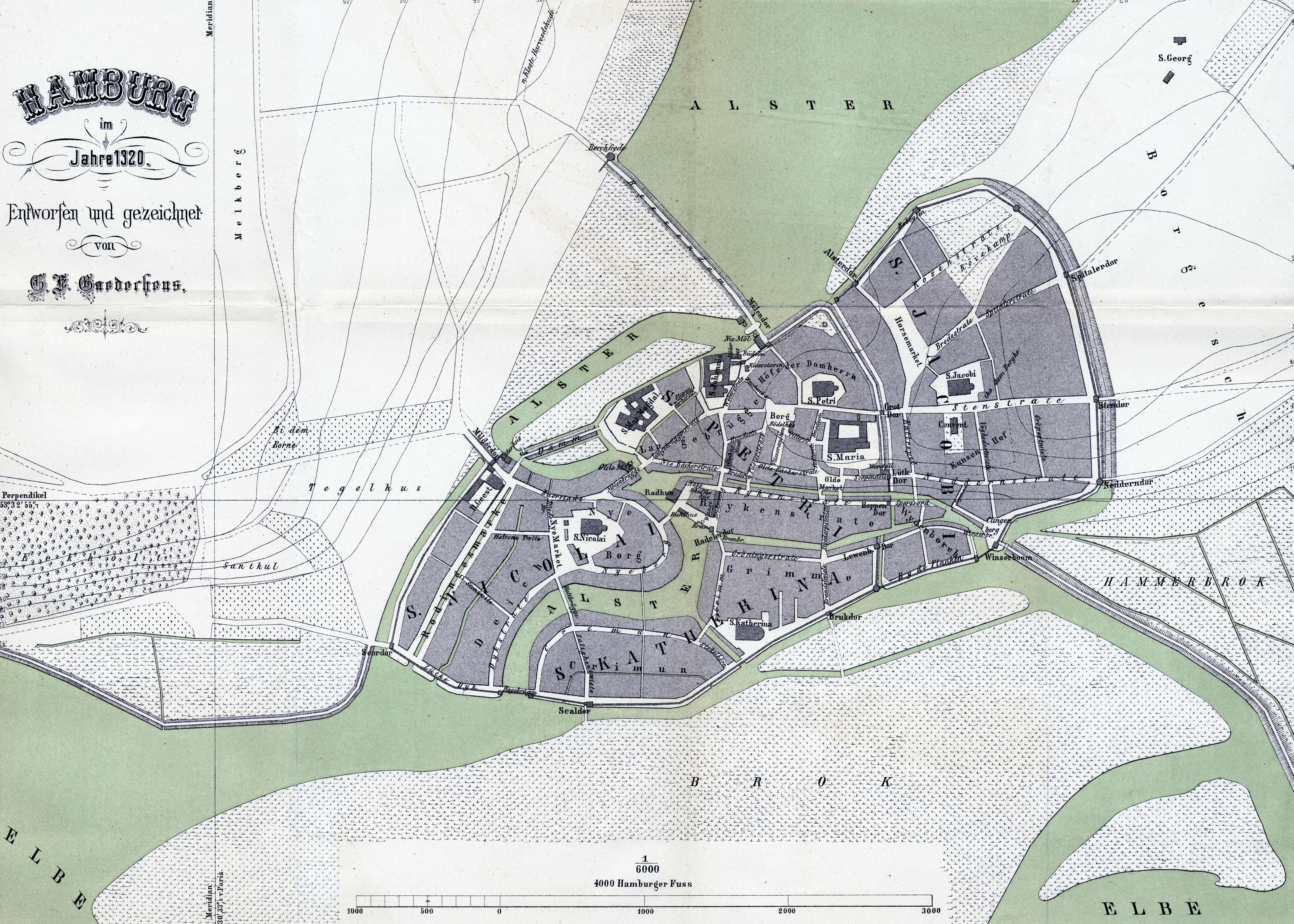
Hamburg 1320
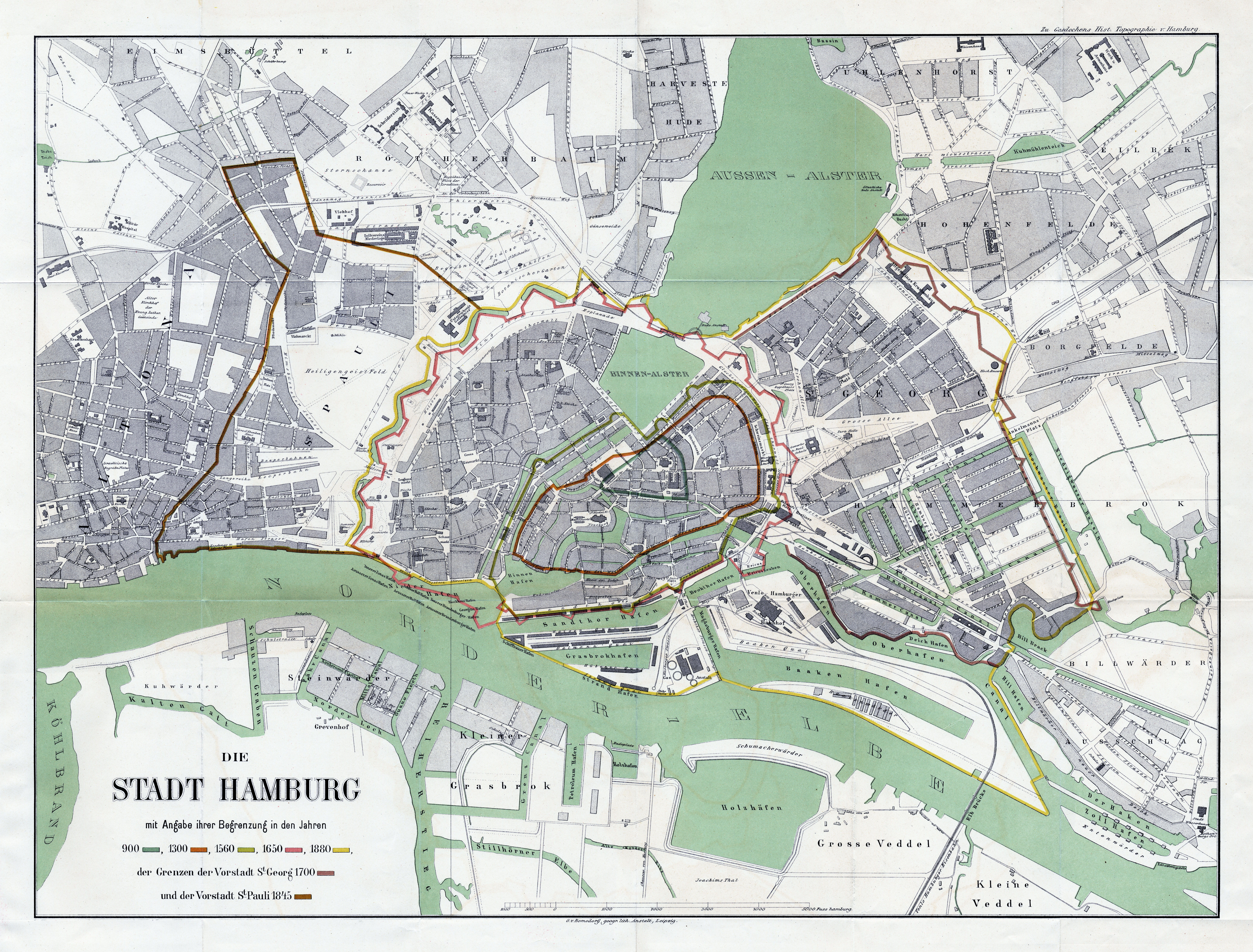
Hamburg 1880